# Luis Aníbal Rodríguez Pardo
Luis Aníbal Rodríguez Pardo (* 12. Januar 1915 in Punata; † 26. März 2004) war ein bolivianischer Geistlicher und römisch-katholischer Erzbischof von Santa Cruz de la Sierra.

## Leben
Luis Aníbal Rodríguez Pardo empfing am 15. Mai 1938 die Priesterweihe.
Papst Pius XII. ernannte ihn am 6. Juni 1952 zum Weihbischof in Santa Cruz de la Sierra und Titularbischof von Thennesus. Der Apostolische Nuntius in Bolivien, Erzbischof Sergio Pignedoli, spendete ihm am 5. Oktober desselben Jahres die Bischofsweihe; Mitkonsekratoren waren Juan Tarsicio Senner OFM, Bischof von Cochabamba, und Augustin Arce Mostajo, Bischof von Santa Cruz de la Sierra.
Der Papst ernannte ihn am 17. Juni 1953 zum Bischof von Oruro. Am 28. Juli 1956 wurde er zum Koadjutorbischof von Cochabamba und Titularbischof von Gergis an. Am 22. Mai 1958 wurde er zum Bischof von Santa Cruz de la Sierra ernannt und wurde am 5. August desselben Jahres ins Amt eingeführt.
Papst Johannes XXIII. ernannte ihn am 26. Juli 1961 zum Militärvikar von Bolivien. Von diesem Amt trat er am 30. Juli 1975 zurück. Er nahm an allen Sitzungsperioden des Zweiten Vatikanischen Konzils als Konzilsvater teil. Papst Paul VI. erhob am 30. Juli 1975 das Bistum zum Erzbistum und ernannte ihn zum Erzbischof von Santa Cruz de la Sierra. Am 6. Februar 1991 nahm Papst Johannes Paul II. sein altersbedingtes Rücktrittsgesuch an.